# 陳思明
陳思明（1993年12月30日—），中華人民共和國職業撞球選手。司諾克出身，而後轉戰花式撞球，並在國際上大放異彩。2011年以17歲年紀奪下史上安麗盃最年輕亞軍的頭銜。2011年、2014年、2017年排名皆高居世界第一。

## 比賽成績
- 2010年，安麗盃世界女子花式撞球公開賽季軍
- 2010年，WPA中國公開賽女子組冠軍
- 2010年，第十六屆廣州亞運女子斯諾克6紅球團體賽銀牌
- 2010年，第十六屆廣州亞運女子斯諾克6紅球個人賽金牌
- 2011年，WPA年度世界排名第一
- 2011年，安麗盃世界女子花式撞球公開賽亞軍
- 2011年，浦东唐城星牌杯世界9球中国公开赛女子組亞軍
- 2011年，雪佛兰杯世界女子9球锦标赛亞軍
- 2011年，信地杯合肥世界9球邀请赛女子组冠军
- 2012年，安麗益之源盃世界女子花式撞球公開賽季軍
- 2012年，WPA年度世界排名第二
- 2013年，安麗益之源盃世界女子花式撞球公開賽止於十六強
- 2013年，浦东唐城星牌杯世界9球中国公开赛女子組亞軍
- 2013年，WPA年度世界排名第八
- 2014年，安麗益之源盃世界女子花式撞球公開賽季軍
- 2014年，國奧集團杯WPA世界女子9球锦标赛亞軍
- 2014年，CBSA洪澤8號球國際公開賽季軍
- 2014年，CBSA綠地杯密云9球國際公開赛冠軍
- 2014年，WPA年度世界排名第一
- 2015年，安麗益之源盃世界女子花式撞球公開賽止於二十四強
- 2015年，浦东唐城世界9球中国公开赛女子組季軍
- 2015年，CBSA密云9球國際公開赛冠軍
- 2015年，CBSA洪澤9球國際公開赛冠軍
- 2015年，WPA年度世界排名第五
- 2016年，中式台球世界錦標賽冠軍
- 2016年，安麗益之源盃世界女子花式撞球錦標賽止於十六強
- 2016年，中式台球公開賽冠軍
- 2017年，安麗益之源盃世界女子花式撞球錦標賽冠軍
- 2017年，世界9球中國公開賽冠軍
- 2017年，波蘭弗羅茨瓦夫世界運動會女子九球金牌(為中國撞球奪得世界運動會第一塊金牌)
- 2017年，土庫曼斯坦亞洲室內運動會十球金牌
- 2017年，密雲中式撞球國際公開賽冠軍
- 2017年，海南WPA世界女子花式9號球錦標賽冠軍
- 2018年，安麗益之源盃世界女子花式撞球錦標賽冠軍
- 2019年，世界9球中國公開賽冠軍[1]